# 5,45 × 18 mm

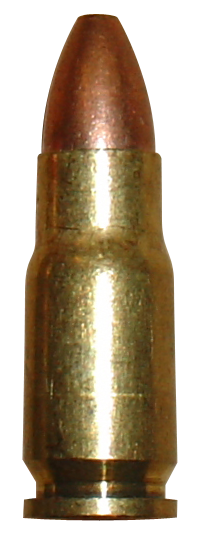
Náboj 5,45 × 18 mm

5,45×18mm MPTs (7N7) je náboj s bezokrajovou nábojnicí lahvovitého tvaru zkonstruovaný v 80. letech 20. století.
Jedná se o náboj vyvíjený a zkonstruovaný v Sovětském svazu konstruktérkou A. D. Denisovou pro novou pistoli PSM na tento náboj komorovanou. Náboj byl určen pro osobní obranu nejvyšších státních funkcionářů a jiných důležitých osobností tehdejšího SSSR. Nábojnice je vyrobena z mosazi a má střelu se zploštělou špičkou. Jedná se o celoplášťovou střelu – uvnitř pláště je olověné nebo ocelové jádro. Střela s olověným jádrem má hmotnost 2,60 g, s ocelovým jádrem pak 2,40 g. Náboj je vyráběn pouze v Rusku, zejména v USA se náboj přebíjí za použití střely fy. Hornady, po rozpadu SSSR se pistole začala komerčně dodávat i na západ.